# 廣川充志
廣川 充志（ひろかわ みつし、1977年11月20日 -）は、富山県高岡市出身の日本の柔道家。現役時代は81kg級及び90kg級の選手。身長は183cm。趣味はギターと将棋。現在は桐蔭横浜大学の講師で柔道部の監督。妻は桐蔭学園高校の女子柔道部監督の廣川真由美。

## 人物
小杉南中学から桐蔭学園高校へ進むと、2年の時にインターハイの軽重量級で5位になった。一方で、団体戦では1つ年下の井上康生率いる東海大相模高校に後一歩のところで阻まれ続けて、インターハイ団体戦と高校選手権には出場することができなかった。
1996年には中央大学へ進むと、2年の時には全日本ジュニアの決勝で国士舘大学2年の斎藤制剛に敗れるも2位となった。3年の時には正力杯で優勝すると、優勝大会でも3位になった。
2000年にはセコムの所属となると、2001年の実業個人選手権では優勝、講道館杯でも3位に入った。2002年からは了徳寺学園の職員へ転進した。一方、筑波大学の大学院へも進学した。体重別と講道館杯ではともに3位となった。2004年の体重別でも3位だった。2005年には実業個人選手権で2度目の優勝を飾ると、講道館杯では決勝まで進むものの、旭化成の斎藤に敗れた。その後も体重別で2度3位になった。
引退後は桐蔭横浜大学の柔道部監督となった。2012年からは新たに全日本代表監督になった井上の要請を受けて、代表コーチにも就任した。代表チームでは90kg級を担当することになり、2016年のリオデジャネイロオリンピックで金メダルを獲得したベイカー茉秋や、元世界2位の西山大希、アジア大会優勝者の吉田優也などの指導にあたった。リオデジャネイロオリンピック後に代表コーチを退任した。

## 主な戦績
- 1994年 - インターハイ 軽重量級 5位

86kg級での戦績
- 1997年 - 全日本ジュニア 2位

81kg級での戦績
- 1998年 - 正力杯 優勝
- 1998年 - 優勝大会 3位
- 1999年 - 優勝大会 3位

90kg級での戦績
- 2000年 - 実業個人選手権 3位
- 2001年 - 実業個人選手権 優勝
- 2001年 - 講道館杯 3位
- 2002年 - 体重別 3位
- 2002年 - 実業個人選手権 3位
- 2002年 - 講道館杯 3位
- 2003年 - 体重別 3位
- 2003年 - 講道館杯 3位
- 2004年 - 体重別 3位
- 2005年 - 実業個人選手権 優勝
- 2005年 - 講道館杯 2位
- 2006年 - 体重別 3位
- 2008年 - 体重別 3位

（出典、JudoInside.com）。